# Jan Brzechwa
Jan Brzechwa (ˈbʐɛxfa), de son vrai nom Jan Wiktor Lesman (15 août 1898 – 2 juillet 1966) est un auteur et poète polonais principalement connu pour ses œuvres de littérature pour les enfants. Il a également traduit de la littérature russe notamment Alexandre Pouchkine, Sergueï Essénine et Vladimir Maïakovski. 
Brzechwa est un nom de plume et peut se traduire par empennage, les plumes à l'extrémité d'une flèche. Il choisit ce nom afin de paraître plus Polonais et pour éviter d'être confondu avec son cousin Bolesław Leśmian, également poète.

## Biographie
Jan Brzechwa est né à Jmerynka en Podolie dans une famille polonaise d'origine juive. Il déménagea à Varsovie où il obtint un diplôme à la faculté de droit de l'université de Varsovie. Pendant la guerre soviéto-polonaise, il servit dans le 36e régiment de la légion académique. Ses débuts officiels en tant qu'écrivain datent de 1920 sous la forme de plusieurs magazines humoristiques. En 1926, il publia Oblicza zmyślone, son premier recueil de poèmes. Son premier recueil de comptines pour enfants Tańcowała igła z nitką fut publié en 1937. Il travailla également comme juriste et avocat pour la Société polonaise des auteurs et compositeurs ZAiKS (Związek Autorów i Kompozytorów Scenicznych) où il se spécialisa et excella sur le droit d'auteur.
Il a été marié deux fois et a eu une fille, Krystyna, de son premier mariage.
Brzechwa mourut à Varsovie en 1966 et est enterré au cimetière de Powązki Wojskowe.

## Œuvres
Parmi ses œuvres, Chrząszcz (Le Coléoptère) est un poème célèbre pour être un des textes les plus difficile à prononcer de la littérature polonaise, même pour des adultes de langue maternelle polonaise. Le premier vers “W Szczebrzeszynie chrząszcz brzmi w trzcinie” (À Szczebrzeszyn un coléoptère chante dans les roseaux) est un célèbre virelangue polonais avec de nombreuses chuintantes différentes. Brzechwa est très connu en Pologne pour avoir écrit de nombreux poèmes lyriques et comptines amusantes.
Brzechwa a également écrit une série de livres pour enfants qui retracent les aventures de Pan Kleks (Monsieur Tachedencre), le directeur d'une académie de magie et de ses élèves. Beaucoup de livres avec Monsieur Kleks/Tachedencre ont été adaptés en séries de films dans les années 1980.
Le poème Pchła Szachrajka (Les Aventures d'une puce tricheuse) a été adaptée en dessin animé en 1989.
De nombreux textes de Brzechwa ont été traduits en anglais par le mormon Walter Whipple mais ils n'ont pas été édités ni diffusés.

## Publications
- 1926 – Oblicza zmyślone
- 1937 – Tańcowała igła z nitką
- 1938 – Kaczka Dziwaczka
- 1946 – Akademia Pana Kleksa
  - publié en tchèque en Akadémia pána Machuľu en 1968, avec des illustrations de Adolf Born
  - publié en français dans une traduction d'Anna Fialkiewicz-Saignes avec des illustrations de Clément Oubrerie sous le titre L'Académie de Monsieur Tachedencre, Hachette, Livre de Poche jeunesse, 1995  (ISBN 978-2-01-321306-6)
- 1946 – Ptasie plotki
- 1946 – Pan Drops i jego trupa
- 1948 – Na wyspach Bergamutach
- 1948 – Opowiedział dzięcioł sowie
- 1948 – Przygody rycerza Szaławiły
- 1951 – Uczymy się chodzić
- 1953 – Teatr Pietruszki
- 1953 – Wagary
- 1957 – Magik
- 1958 – Wyssane z palca
- 1958 – Sto bajek
- 1961 – Podróże pana Kleksa
- 1964 – Śmiechu warte
- 1965 – Od baśni do baśni
- 1965 – Tryumf pana Kleksa